# Gestreifte Quelljungfer
Die Gestreifte Quelljungfer (Cordulegaster bidentata) ist 8 cm lang und hat eine Flügelspannweite von 10 cm. Äußerlich ähnelt diese Quelljungfernart sehr der Zweigestreiften Quelljungfer (Cordulegaster boltonii), doch ist auf dem mittleren Hinterleibsring nur ein Querstreifen und das Hinterhauptdreieck ist nur schwarz.

## Lebensraum
Diese Libellenart kommt an kühlen, sauerstoffreichen Bächen und deren Quellen vor, meist in winzigen Quellrinnsalen. Typische und oft übersehene Larvengewässer sind Quellaustritte mit Kalktuffablagerungen, die von Moospolstern überwachsen sind und kleine, leicht durchströmte Wasserbecken bilden. In Mittelgebirgslagen gefrieren solche Gewässer im Winter ganz zu. Die Larvenentwicklung kann daher bis zu fünf Jahre lang dauern. Anders als bei der Zweigestreiften Quelljungfer entfernen sich die Imagines nicht sehr weit von ihrem Gewässer. In Mitteleuropa kommt diese Art nur inselartig im Hügel- und Bergland vor und ist stark durch den Menschen bedroht (in der Roten Liste Deutschlands etwa wird sie als „gefährdet“ geführt). Allerdings wird ihr Bestand größer sein, als aktuell angenommen, da es in den Mittelgebirgen wohl noch unentdeckte Vorkommen gibt. Auffallend ist zumindest das bisherige Fehlen von Nachweisen im Erzgebirge und im Thüringer Wald.

## Fortpflanzung
Die Flugzeit liegt in Jahren mit durchschnittlicher Witterung zwischen Ende Mai bis Mitte Juli, kann sich aber auch bis Ende August erstrecken. Die Paarung und Eiablage geschieht so wie bei der zweigestreiften Quelljungfer. Die Gesamtentwicklung dauert 3 bis 5 Jahre.